# Бусиновская развязка
Буси́новская развязка (по близлежащему микрорайону Бусиново) — транспортная развязка на пересечении Северо-Восточной хорды вместе с головным участком скоростной автомобильной магистрали Москва — Санкт-Петербург (М-11) и Московской кольцевой автомобильной дороги (МКАД). Является первой и на данный момент единственной в России пятиуровневой транспортной развязкой.
Строительство автодороги от Бусиновской развязки до Фестивальной улицы и самой развязки началось в январе 2013 года и было завершено 23 декабря 2014 года. По утверждению генерального проектировщика — компании «Мосинжпроект» — все строительные работы по названному участку были завершены на 18 месяцев быстрее нормативных сроков.

## Фотогалерея

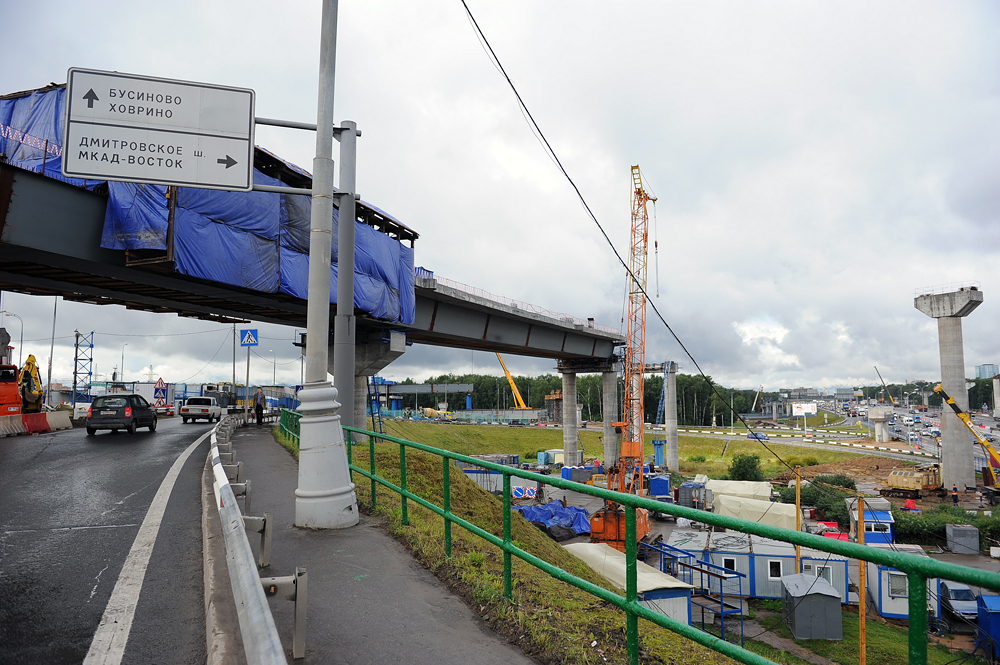
Процесс бетонирования пролётов одной из эстакад развязки внутри тентовой конструкции (июль 2013 года).
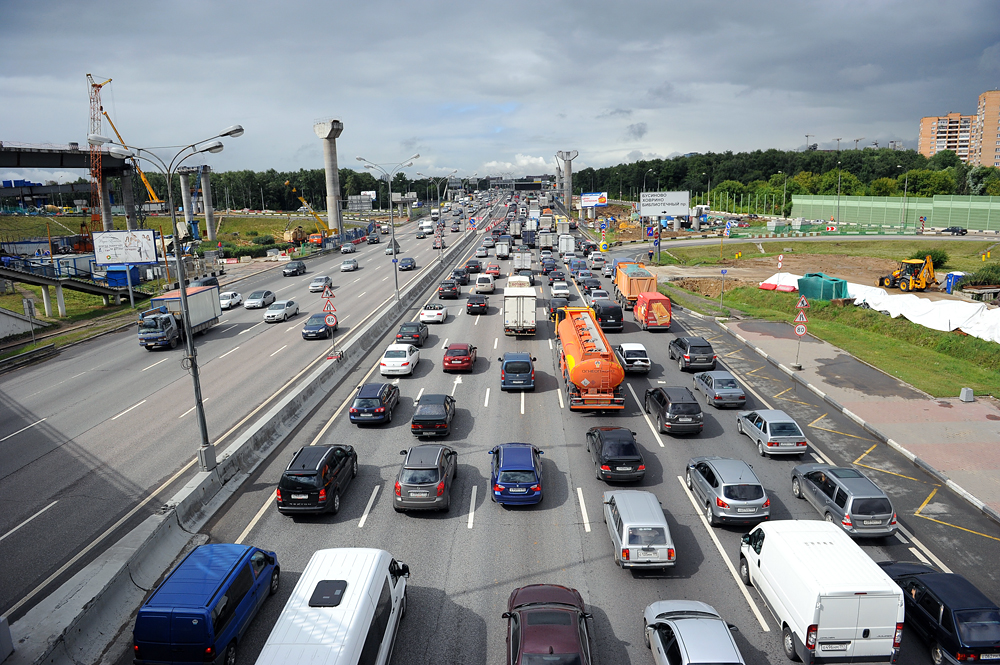
Сооружение опор эстакады направленного съезда на внешнюю сторону МКАД (июль 2013 года).